# Szwedzki napój

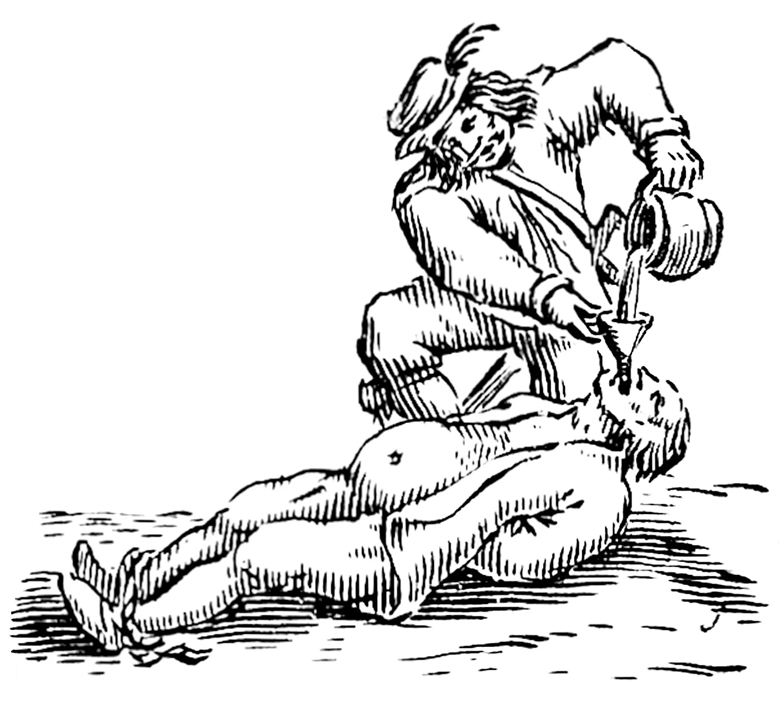
Szwedzki napój

Szwedzki napój (niem. Schwedentrunk) – tortura wodna stosowana podczas wojny trzydziestoletniej (1618–1648), polegająca na zmuszaniu ofiary do połykania dużych ilości wywołującej mdłości cieczy, która składała się z moczu zmieszanego z kałem i innymi fekaliami. Oprócz nudności, wzdęć, zatruć i intensywnego bólu przełyku i żołądka mogła prowadzić również do śmierci.

Metodę tę stosowano w czasie wojny przede wszystkim w związku z grabieżami i terrorem wobec ludności niemieckiej. Nie jest jednak jasne, czy metoda ta rzeczywiście była wymysłem szwedzkich sił inwazyjnych, jak sama nazwa wskazuje, czy też była efektem wojennej propagandy. Z pewnością używali jej najemnicy, maruderzy i poborowi w armii szwedzkiej, ale także członkowie innych wojsk. Informacje o „szwedzkim napoju” pojawiają się między innymi w powieści łotrzykowskiej Przygody Simplicissimusa autorstwa Hansa Jakoba Christoffela von Grimmelshausena:

Położyli związanego chłopa na ziemi, włożyli mu do ust drewniany klin, a następnie wlali do niego wiadro mleka pełne obrzydliwej wody z gnoju, co nazywali szwedzkim napojem.

## Kontekst historyczny
Początki różnych form tortur wodnych sięgają XIV wieku i między innymi hiszpańskiej inkwizycji. Dwie najpowszechniejsze metody tortur wodnych to waterboarding, podczas którego ofiara ma wrażenie tonięcia i duszenia się oraz toca, polegająca na wlewaniu lub pompowaniu płynu do żołądka ofiary. Władze państwowe długo uważały tortury za pomocą wody za bezproblemowe, ponieważ wiązały się z dużym obciążeniem fizycznym i psychicznym ofiary, a jednocześnie nie pozostawiały widocznych śladów i bardzo rzadko prowadziły do śmierci.
Wojna trzydziestoletnia oznaczała katastrofę dla ludności cywilnej. Tam, gdzie na niemieckie tereny wiejskie wkraczały wielkie armie, mieszkańcy cierpieli tortury, morderstwa, podpalenia, zniszczenia, gwałty, kradzieże i epidemie. To była codzienność wojny; do walnych bitew dochodziło stosunkowo rzadko. Aby nie dopuścić do sytuacji w której wróg żerował na zasobach strefy działań wojennych, na którą nacierał – zgodnie z zasadą bellum se ipsum alet („wojna żywi się sama sobą”) – często stosowano taktykę spalonej ziemi. Jednocześnie ważne było, aby nie zrujnować terenów wiejskich całkowicie, bo w przyszłości to co zostawało, mogło się jeszcze przydać. W miarę jak armie stawały się bardzo liczne, często zdarzało się, że szeregowi żołnierze nie otrzymywali żołdu, co oznaczało, że grabieże i tortury na ludności cywilnej stawały się jedynym sposobem na zdobycie zaopatrzenia.